# Silesia City Center

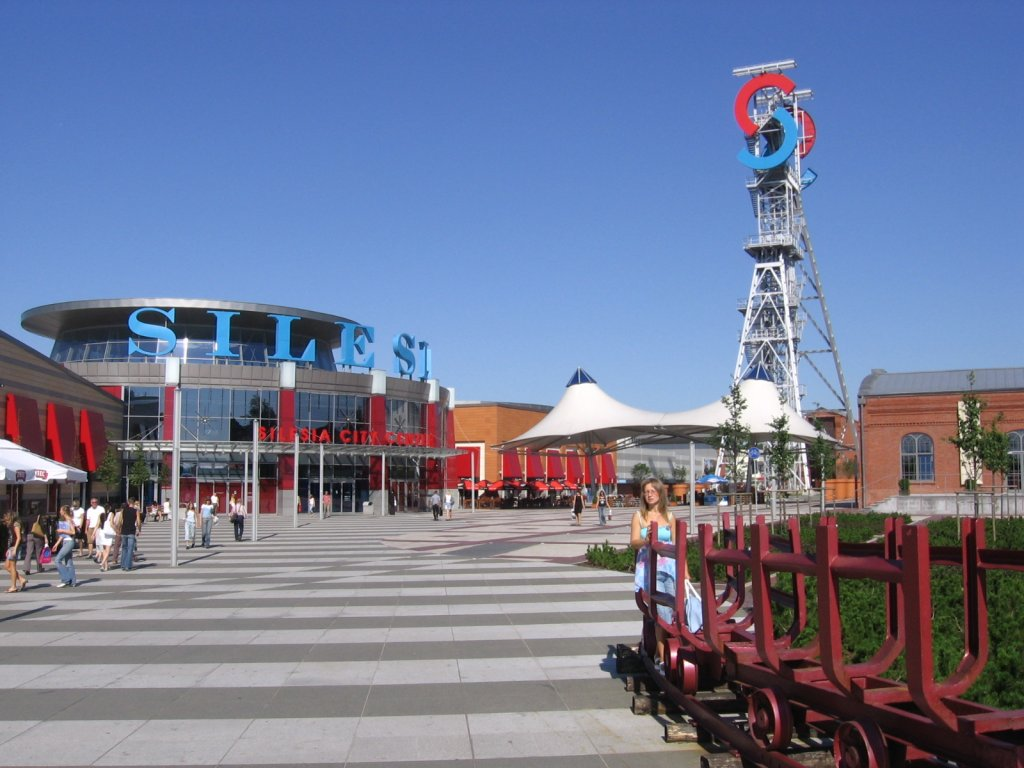
Silesia City Center

Silesia City Center [saɪˈliːzjə ˈsɪtɪ ˌsentər] ist der Name eines der größten regionalen Einkaufszentren in Südpolen.

## Standort
Das Silesia City Center wurde im Katowicer Stadtteil Dąb an der ul. Chorzowska 107 auf dem Gelände des stillgelegten Steinkohlenbergwerks Eminenz / Gottwald / Kleofas errichtet. Gegenüberliegend befindet sich das ehemalige Eisenwerk Baildon.

## Geschichte
Der ungarische Investor TriGranit übernahm das Gelände der alten Zeche und begann mit Bau des Einkaufszentrums, das im November 2005 eröffnete. Die Investitionssumme belief sich auf 600 Millionen Euro. Das ursprüngliche Zentrum hatte eine Verkaufsfläche von 68.000 m². 2010 begann man mit einer Erweiterung der Verkaufsfläche um weitere 20.000 m². Diese wurde im Oktober 2011 fertiggestellt. Eine weitere Vergrößerung ist in Planung.
Im Mai 2013 wurde das SCC an ein Konsortium unter Führung der Allianz für 1,7 Mrd. Złoty verkauft. Verwaltet wird das SCC nun von ECE, die auch Teil des Konsortiums ist.

## Einrichtung
Das Center wurde auf einem alten Zechengelände errichtet, wobei Teile der alten Industriebebauung mit dem Förderturm renoviert und in den neuen Komplex integriert wurden. In einem der alten Gebäude ist heute die Kapelle der Heiligen Barbara untergebracht. Insgesamt hat es eine Fläche von 86.000 Quadratmetern und beherbergt diverse Geschäfte. Außerdem befindet sich in dem Einkaufszentrum ein großzügiger Food-Court sowie ein Multiplex-Kino. Ankermieter des Einkaufszentrums sind Kaufland, TK Maxx sowie Media Markt. 
Es gibt dreizehn Einkaufsalleen, die nach den größten oberschlesischen Städten benannt sind: Aleja Gliwicka, Aleja Zabrzańska, Aleja Chorzowska, Aleja Bytomska, Aleja Rybnicka, Aleja Pszczyńska, Aleja Katowicka, Aleja Mysłowicka, Aleja Będzińska, Aleja Mikołowska, Aleja Tyska, Aleja Sosnowiecka und Aleja Zagłębiowska. Außerdem gibt es sechs Plätze: Plac Poetów, Plac Letni, Plac Tropikalny, Plac Śląski, Plac Muzyków und Plac Zimowy. Am Plac Tropikalny gibt es eine Fontäne, die eine Höhe von dreizehn Metern erreicht. Auf dem Dach des 1000 Meter mal 450 Meter großen Gebäudes gibt es einen Erholungsgarten und eine Aussichtsterrasse mit Blick auf Katowice. Im Außenbereich befindet sich ferner der Plac Słoneczny.